# تشوباو
تشوباو (بالألمانية: Zschopau) هي مدينة، بلدة ألمانية و Grosse Kreisstadt تقع في ساكسونيا في ألمانيا. يقدر عدد سكانها بـ 11,247 نسمة .

## المدن التوأمة
مدن نيكارسولم، لوني و Veneux-les-Sablons هي مدن توأمة لتشوباو.

## أعلام
- كيني شميت
- كاندي باور
- فالنتين ويجل
- ماركوس بورغهاردت